# 上蘭納赫山

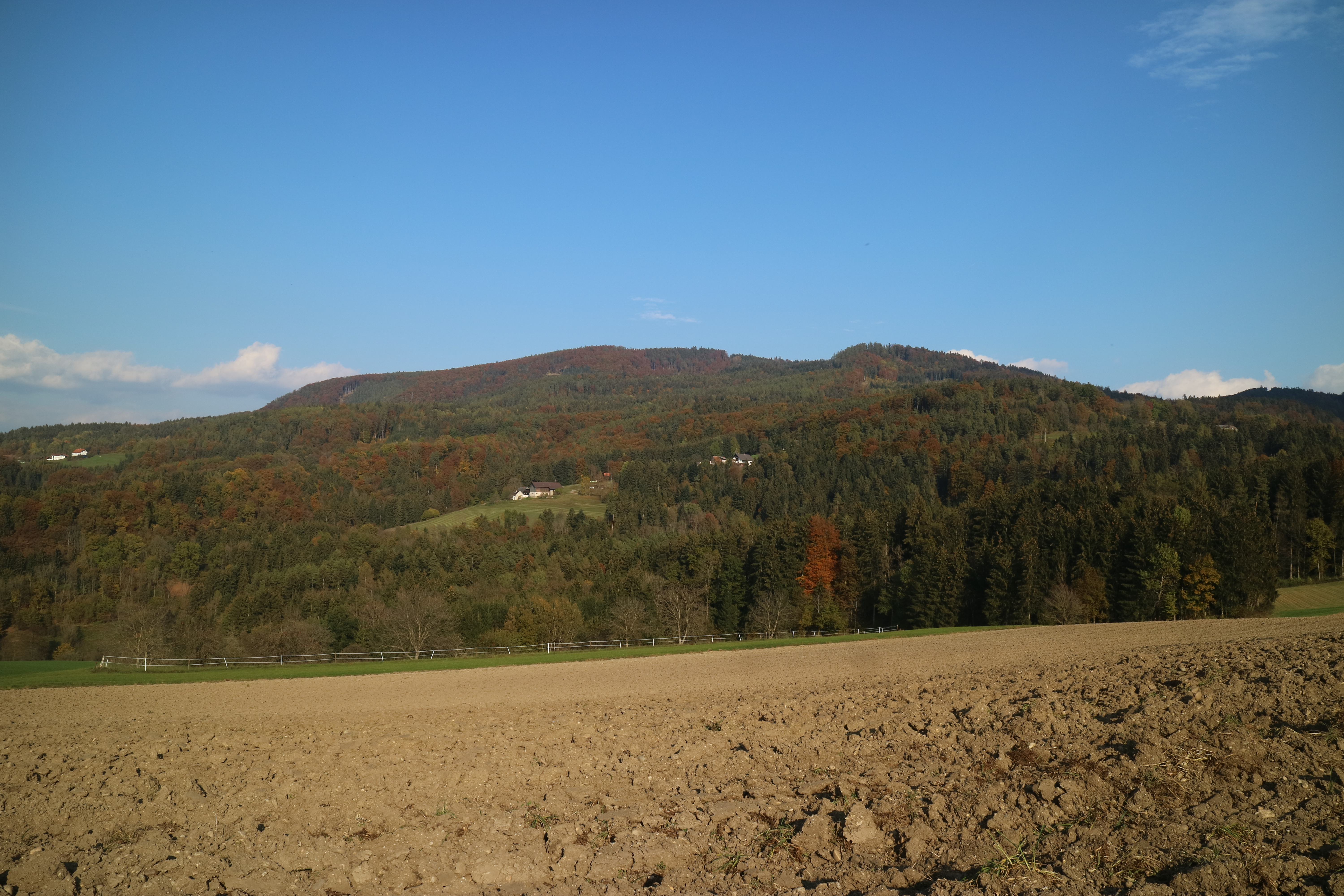

47°10′23″N 15°24′2″E / 47.17306°N 15.40056°E
上蘭納赫山（德語：Hohe Rannach），是奧地利的山峰，位於該國東南部，由施泰爾馬克州負責管轄，屬於穆爾以東前阿爾卑斯山脈的一部分，海拔高度1,018米，每年平均降雨量1,671毫米。